# Aeroportul Municipal Humboldt
Aeroportul Municipal Humboldt (IATA: HUD, ICAO: nicio valoare, FAA LID: 0K7) este un aeroport din Iowa, Statele Unite ale Americii ce deservește zona Humboldt⁠(d). A fost numit după zona deservită.
Situat la o altitudine de 335 m, aeroportul dispune de 1 pistă.

## Infrastructură

### Piste
Aeroportul dispune de o singură pistă. Pista 12/30 are suprafața de asfalt și dimensiunile 3.417 picioare × 60 picioare. 